# 野尻抱介
野尻 抱介（のじり ほうすけ、1961年 –）は、日本の小説家、SF作家。ハンドルネームは尻P。宇宙作家クラブ会員。

## 概要
1961年、三重県生まれ。当初は計測制御・CADプログラマーやゲームデザイナーとして働いていた。1990年、ゲーム制作会社「ホビー・データ」の設立に参加。同社が運営するプレイバイメールのゲーム管理者（マスター）の一人として活動する。1992年、同社のプレイバイメール『クレギオン』のノベライズ『ヴェイスの盲点』を上梓し、作家デビュー。以後、宇宙を題材にしたSFを書き続ける。それらの著作が評価され、星雲賞の日本短編部門を5回、日本長編部門を2回受賞している。野尻抱影のファンで、ペンネームも彼に由来している。

## 作風
ハードSF的傾向の強い作品が多い。例えば「クレギオン」シリーズは太陽系外惑星を主な舞台としており、巻ごとにまったく異なる性質の惑星を登場させて惑星物理学がストーリーの根幹に大きく関わっている。「ロケットガール」シリーズでは、有人ロケット打ち上げの技術的問題を正面から扱っている（女子高生が宇宙に飛び出すのにも、軽い体重という厳然たる物理学的根拠がある、という設定である）。

## 作品

### 「クレギオン」シリーズ
正義や友情でなく心の優しさを前面においたスペースオペラというコンセプト（アンクスの海賊あとがきより）による処女作。
銀河を駆けめぐる零細運送会社・ミリガン運送。社長のロイド以下、凄腕の女性パイロット・マージと新米ナビゲーターのメイの2人しか社員のいない零細企業である。持ち舟はかなりガタのきた恒星間宇宙船アルフェッカ号一艘のみ。金銭と野望のためなら明日のことは一切考えないロイドが引き起こす騒動に巻き込まれ、不平を垂れつつマージとメイはアルフェッカ号を操り数々の惑星を冒険する…（富士見ファンタジア文庫→ハヤカワ文庫JAより再刊）
1. ヴェイスの盲点
2. フェイダーリンクの鯨
3. アンクスの海賊
4. サリバン家のお引越し
5. タリファの子守歌
6. アフナスの貴石
7. ベクフットの虜

### 「ロケットガール」シリーズ
女子高生・森田ゆかりは、むかしハネムーン先で失踪した父親を探しているうちにひょんなことから宇宙開発団体「ソロモン宇宙協会」の宇宙飛行士として強引に採用されてしまった。ロケットを打ち上げる際の質量比の問題から宇宙飛行士の体重を削らざるを得ず、彼女は軽い体重を見込まれて宇宙飛行士として大気圏外に飛び立つことになったのだ。（富士見ファンタジア文庫）
1. 女子高生、リフトオフ!
2. 天使は結果オーライ
3. 私と月につきあって
4. 魔法使いとランデヴー

- ロケットガールRPG（富士見ドラゴンブック） - 著者当人のゲームデザインによるテーブルトークRPG

### 「銀河博物誌」シリーズ
海洋惑星ピニェルに博物商の交易船が着陸した。その宇宙船には、画工・モニカという美少女が乗っていた。主人公・スタンは交易船に商品を売り込みに行って、そこでモニカに一目惚れ、交易船に密航してしまう。シリーズ作品と銘打っているものの、まだ第1巻しか出ていない。（ソノラマ文庫）
- ピニェルの振り子

### 単発作品
ふわふわの泉（ファミ通文庫、のちハヤカワ文庫）ISBN 978-4757704053/ISBN 978-4-15-031074-5
浜松西高校で化学部の部長を務める天才少女・浅倉泉は、文化祭の展示物質を生成しようと化学実験を行っているうちにとんでもないものを発明してしまった。ダイヤモンドよりも硬く、中空構造で空気よりも軽いというまさに夢の物質である。「ふわふわ」と名付けられたこの物質は立方晶窒化炭素といい、ダイヤモンドの炭素が一部窒素に置換されたもので緊密な結晶構造からダイヤモンドをしのぐ硬度を持つ。泉の発明した「ふわふわ」は中空構造となっており内部が真空のため、全体としての比重は空気よりも軽くできあがっていた。ふわふわの大量生産技術を手に入れた泉はこれで一儲けをたくらみ、マスドライバー建設の夢を突き進む。なおタイトルはアーサー・C・クラークの『楽園の泉』を意識した命名で、主人公の名前もアーサー・C・クラークのもじりである。サブ主人公の昶も崩せば泉という字になるが、作者によればこちらは意図していなかった偶然らしい。
太陽の簒奪者（ハヤカワSFシリーズ Jコレクション）
近未来のある日、水星の地表から突然鉱物資源が舞い上げられ太陽を取り巻く直径数千万kmのリングが形成された。ダイソン球のように太陽を取り囲むそのリングは地球から日照を奪い、人類文明の破滅の危機に陥る。リングを建造したのは何者か?そして何の目的で人類から太陽を奪おうというのか?科学者である白石亜紀は、人生を賭けてこの謎に挑みかける。短編版と長編版の双方で星雲賞を獲得した、抱介の代表作である。2005年3月、ハヤカワ文庫JAで文庫化された。また2006年5月、NHK-FM『青春アドベンチャー』でラジオドラマ化もされた。
沈黙のフライバイ（ハヤカワ文庫 JA879） ISBN 978-4-15-030879-7
SF短編集。
1. 沈黙のフライバイ（SFオンライン 1998年11月号）
2. 轍の先にあるもの（SFマガジン 2001年5月号）
3. 片道切符（SFマガジン 2002年2月号）
4. ゆりかごから墓場まで（書き下ろし）
5. 大風呂敷と蜘蛛の糸（SFマガジン 2006年4月号）

太陽の浮気者（ロマンアルバム ギャラクシーエンジェルレシピブック）
TVアニメ『ギャラクシーエンジェル』のムックのために書き下ろされた短編。主人公の1人、ヴァニラ・H（アッシュ）の視点で叙述される。なお、抱介は同アニメのために2本のシナリオを執筆している（「激レアフォーチュンクッキー」「ポンコツラーメン替え玉有り」）。
南極点のピアピア動画（ハヤカワ文庫 JA1058）ISBN 978-4150310585
ニコニコ動画とVOCALOID（初音ミク）、宇宙開発を題材にした短編連作集。
1. 南極点のピアピア動画（SFマガジン 2008年4月号～5月号）
2. コンビニエンスなピアピア動画（SFマガジン 2010年2月号）
3. 歌う潜水艦とピアピア動画（SFマガジン 2011年8月号）
4. 星間文明とピアピア動画（書き下ろし）

### ノンフィクション
- SETI@homeファンブック―おうちのパソコンで宇宙人探し（LOCUS） ISBN 4-89814-086-6

### ニコニコ動画
本人はニコニコ動画ユーザーとしても知られ（ニコニコ動画においてはファンが命名した「尻P」というハンドルネームで活動）、動画を何本か投稿している。
投稿する動画はボーカロイドに関連したものが多く自身「初音ミクはSFである」という持論を主張している。第40回星雲賞では「ニコニコ動画」をモデルにした作品『南極点のピアピア動画』が日本短編部門を受賞した。
『そらのおとしもの』を題材にした羽ばたき飛行機『空飛ぶパンツ』の監修も担当。クエスチョナーズより商品化もされた。

## 社会活動
「ロケットガール」の名を冠した文部科学省女子中高生理系進路選択支援事業「ロケットガール養成講座」が秋田大学にて2006年12月より開講（～2007年3月下旬）。ロケットガール養成講座によるハイブリッドロケット製作、打ち上げを抱介はたびたび訪れた。

## 賞歴
- 1999年 -「太陽の簒奪者」で第11回SFマガジン読者賞（英語版）日本部門を受賞。
- 2000年 -『太陽の簒奪者』（短編版）で第31回星雲賞日本短編部門を受賞。
- 2002年 -『ふわふわの泉』で第33回星雲賞日本長編部門を受賞。
- 2003年 -『太陽の簒奪者』（長編版）で第34回星雲賞日本長編部門を受賞。
- 2007年 -『大風呂敷と蜘蛛の糸』で第38回星雲賞日本短編部門を受賞。
- 2008年 -『沈黙のフライバイ』で第39回星雲賞日本短編部門を受賞。
- 2009年 -『南極点のピアピア動画』で第40回星雲賞日本短編部門を受賞。
- 2012年 -『歌う潜水艦とピアピア動画』で第43回星雲賞日本短編部門を受賞。
- 2013年 -『南極点のピアピア動画』で第6回大学読書人大賞大賞を受賞。